# Velouria
Velouria è un singolo del gruppo rock statunitense Pixies, pubblicato nel 1990 ed estratto dall'album Bossanova.

## Tracce
Testi e musiche di Black Francis, eccetto dove indicato.
1. Velouria – 3:40
2. Make Believe – 1:54
3. I've Been Waiting for You – 2:45 (Neil Young)
4. The Thing – 1:58

## Cover
- La canzone è stata interpretata come cover dagli Weezer nell'album-tributo Where Is My Mind? A Tribute to the Pixies (1999).
- Black Francis, con il nome Frank Black, ha registrato il brano per il suo album Frank Black Francis (2004) con Keith Moliné e Andy Diagram.
- Il gruppo jazz The Bad Plus, sempre nel 2004, ha inciso il brano nell'album Give.